# Jens Lorenz Moestue Vahl
Jens Laurentius Moestue Vahl (1796-1854) fue un botánico, explorador y farmacéutico danés. Era hijo del botánico y zoólogo danés -noruego Martin Vahl.

## Biografía
Jens Vahl se gradúa de farmacéutico en 1819, y luego comienza a estudiar botánica y química.
Entre 1828 a 1829, Vahl participa en la expedición al este de Groenlandia liderado por V.A. Graah (1793-1863), con la financiación del rey Cristián VIII de Dinamarca, y logrando que Vahl continuase sus investigaciones y exploraciones al oeste de Groenlandia. Retorna a Copenhague en 1836. Su impresionante colección, sería donada a la Universidad de Copenhague para el enriquecimiento del conocimiento de la flora de Groenlandia. Vahl más tarde participaría en la expedición francesa (Joseph Paul Gaimard) a Nordkapp y a Spitsbergen. Fue bibliotecario del Jardín Botánico de Copenhague.
Con Salomon Drejer y Joakim Frederik Schouw, Vahl publica Flora Danica fasc. 38.

## Algunas publicaciones
- 1849. Icones plantarum sponte nascentium in regno Daniae et in ducatibus Slesvici, Holsatiae et Lauenburgiae, ad illustrandum opus de iisdem plantis... "Florae danicae" nomine inscriptum. Editae a F. M. Liebmann [, Salomone T. N. Drejer, J. F. Schouw et J. Vahl]. Vol. XIVtum... Editor typis L. Klein
- 1845. Voyages de la commission scientifique du Nord, en Scandinavie, en Laponie, au Spitzberg et aux Feröe, pendant les années 1838, 1839 et 1840 sur la corvette La Recherche, commandée par M. Fabvre... Con Charles Frédéric Martins, Lars Levi Laestadius, Auguste Bravais, Joseph Durocher, Per Adam Siljeström, Christian Peter Bianco Boeck, Eugène Robert, Paul Gaimard. Editor Bertrand, 474 p p.

## Honores

### Eponimia
Géneros
- Vahlodea Fries (1842) familia Poaceae
- Mostuea Didr. (1853) familia Gelsemiaceae
- La abreviatura «J.Vahl» se emplea para indicar a Jens Lorenz Moestue Vahl como autoridad en la descripción y clasificación científica de los vegetales.[2]